# 1. добојска лака пјешадијска бригада
1. добојска лака пјешадијска бригада је била једна од јединица у саставу Оперативне групе Добој из састава Првог крајишког корпуса Војске Републике Српске.

## Историјат
Од снага у касарни "Миљковац" као језгра 6. моторизоване бригаде ЈНА (три пјешадијске, чета војне полиције, извиђачка чета, самосталне чете „Пољице“ и „Костајница“ и одреда „Баре“ са артиљеријском батеријом и позадинским јединицама формирана је команда одбране града, односно Добојска бригада;
За првог команданта бригаде и уједно команде града Добоја 16. априла 1992. постављен је мајор Владо Шпанић. Бригада је учествовала у операцији "Коридор 92" као дио снага за заштиту и обезбјеђење крила и бокова. Бригада је успјешно одбранила свој град током напада муслиманско-хрватских снага на Петровдан исте године. У тој бици погинула су 34 борца, а рањено 76. Наредбом команде Оперативне групе "Добој" у новоформирану Тактичку групу 2, јула и августа 1993. са комплетним људством и техником пребачена је Добојска бригада. У оквиру ове Тактичке групе бригада је дјеловала на сјеверном дијелу теслићког ратишта.

## Битка на Бараковцу 1994.
Ова битка је била покушај 2. тузланског корпуса АРБиХ да груписањем снага на Гавриће и Свјетличу изврши пробој линије одбране јединица ВРС и настави операције према Добоју. Напад је извршен у раним јутарњим часовима 22. октобра 1994. Напад је кренуо из правца Грачанице и Тешња. Непријатељ је током напада покушавао да изазове додатну панику и деморалише одбрану преко радија саопштавајући да су поједине јединице већ у самом граду и наводећи имена улица у којима се наводно налазе. Нападу су успјешно одољеле Добојска и 4. лака бањалучка бригада и извиђачи Оперативне групе "Добој". Дејство тенкова 2. оклопне бригаде додатно је оснажило одбрану. Ово је био један од најјачих напада које је према Добоју усмјерила АРБиХ. Добојска бригада је имала петорицу погинулих, а међу њима је био и потпоручник Зоран Бошњак. Губици ВРС у овој бици били су 9 погинулих и 18 рањених бораца. У Горњој Костајници подигнуто је спомен-обиљежје.